# Црни чај
Црни чај је чај чији је степен оксидације виши у односу на зелени, улонг или бели чај. Сва четири врсте се припремају од листа Camellia sinensis. Црни чај поседује јаку арому коју задржава годинама. Иако се не може поуздано рећи која врста чаја садржи највиши ниво кофеина, с обзиром да он зависи од низа параметара као што су сезона брања чаја, део биљке који се користи, начин процесуирања листа или начин припреме напитка, научна истраживања показују да црни чај генерално садржи нижи ниво кофеина од белог и зеленог чаја.
На кинеском језику, овај чај се зове црвени чај (кин: 紅茶; пин: hóngchá, јап. kōcha; кореј. hongcha), због боје саме течности. На кинеском, црвени чај је класификација постферментисаних чајева тј. пу-ер чајева (кин: Pu-erh). Међутим, на Западу, под црним чајем се подразумева лековити напитак од јужноафричке биљке ројбос (roКibos). У Европи овај чај је популаран као Енглески доручак (English breakfast) или Ерл Греј. Неки мешају овај чај са лапсанг сушонг чајем који даје димљени карактер. Уведене су и друге сорте, као што су зелени или улонг.
Црни чај генерално је јачег укуса од других чајева. Свих пет врста су направљене од листова жбуна (или малог дрвета) Camellia sinensis, мада се Camellia taliensis такође понекад користи. Користе се две главне варијанте врсте – кинеска сорта ситног листа (C. sinensis var. sinensis), која се користи за већину других врста чајева, и асамска биљка крупног листа (C. sinensis var. assamica), која се традиционално углавном користио за црни чај, иако се последњих година производи и зелени и бели чај. Данас је пиће распрострањено широм источне и југоисточне Азије, како у потрошњи тако и у берби, укључујући Кину, Јапан, Кореју и Сингапур. Сличне варијанте су такође доступне у земљама јужне Азије. Док зелени чај обично губи свој укус у року од годину дана, црни чај задржава свој укус неколико година. Из тог разлога, дуго је био предмет трговине, а компримоване цигле црног чаја су чак служиле као облик де факто валуте у Монголији, Тибету и Сибиру све до 19. века.

## Историја
Овај чај је откривен у Кини, а у 17. веку је пренет у Европу као један од првих врста чајева. Шкотске и енглеске компаније су масовно увозиле ову врсту чаја за коју су и развиле систем лаке и ефикасне производње који није захтевао високо квалификовану радну снагу. Временом се производња црног чаја проширила на британске колоније попут Индије, Шри Ланке и Кеније, док ће касније почети да се гаји у Холандској Источној Индији, Француској Индокини, на Тајланду, у Руанди, Бразилу и на другим местима.
Компресовани чај у коцкама се користио у Монголији, Тибету и Сибиру као средство плаћања, све до 19. века.
Од династије Танг, црни чај се користио као боја за тканине и нарочито је био популаран међу сиромашним становништвом, људима који нису могли да приуште други тип боја. Међутим, тканине обојене чајем биле су веома популарне и потражња за њима је била већа него за тканинама у природној боји. Такође је ова боја била обележје припадности нижој трговачкој класи током династије Минг.

## Медицински утицај
Црни чај садржи велики број катехина који спречавају многе болести, нарочито срца и рак. Лекари у великој мери препоручују барем једну шољу црног чаја дневно због спречавања болести. Конзумирање црног чаја помаже код високог крвног притиска, високог холестерола, повишеног нивоа триглицерида и гојазности.
Будући да црни чај има више танина од било које друге врсте чаја, он такође користи и дигестивном здрављу. Танини смирују желудачне и цревне болести, обично помажу у варењу и смањују цревну активност. Редовно пијење црног чаја смањује ниво шећера у крви.

## Врсте
Постоји велики број различитих врста црног чаја који су углавном мешавина више црних чајева и још неких укуса или арома. Неке од најпознатијих врста су:
- Афрички Кенијски црни чај[14]
- Индијски Дарјелинг црни чај[14]
- Индијски Нилгири црни чај[14]
- Шри Ланка Цејлонски црни чај[14]
- Кинески Кемун црни чај[14]
- Енглески доручак[14]
- Ирски доручак[14]
- Гроф цива[14]

И много много других

## Истраживања
Обични црни чај без заслађивача или адитива садржи кофеин, али занемарљиве количине калорија или хранљивих састојака. Црни чајеви од Camellia sinensis садрже полифеноле, попут флавоноида, који су у прелиминарном истраживању ради њиховог потенцијала да утичу на крвни притисак и липиде у крви као факторе ризика за кардиоваскуларне болести, али у целини ово истраживање остаје неуспешно.
Црни чај је такође познат по томе што пружа разне здравствене бенефиције. До сада су научници закључили да поседује изврсна антиоксидативна својства, тако да може да помогне у смањењу ризика од хроничних болести и побољшати свеукупно здравље. Чај такође садржи флавоноиде, који су корисни за здравље срца. Штавише, студије су откриле да црни чај може да снизи ЛДЛ ниво, побољша здравље и имунитет црева, смањи ризик од можданог удара, смањити ниво шећера у крви, побољшати фокус итд.
Дуготрајна конзумација црног чаја само у малој мери снижава систолни и дијастолни крвни притисак (око 1-2 ). Конзумација црног чаја може бити повезана са смањеним ризиком од можданог удара, али постоје само ограничена истраживања која процењују ову могућност.
Мета-анализе опсервационих студија izvele su закључиле да конзумација црног чаја не утиче на развој оралног карцинома у азијским или кавкаским популацијама, карцинома једњака или простате у азијским популацијама, или карцинома плућа.